# Zack Greinke
Donald Zackary "Zack" Greinke (21 de outubro de 1983) é um jogador aposentado da Major League Baseball que atuava como pitcher (arremessador). Greinke venceu o Prêmio Cy Young em 2009 de melhor arremessador.

## Colegial e ligas menores
Greinke nasceu em Orlando, Flórida. Após se rnomeado Gatorade National Player of the Year em 2002, ele cursou a Apopka High School (e depois recusou uma bolsa de estudos da Clemson) e foi direto para o Draft de 2002 da MLB.
Em 2003, ele jogou pelo Wilmington Blue Rocks e pelo Wichita Wranglers nas minor leagues, onde ele foi eleito o melhor jogador do Royals nas ligas menores, sendo que a The Sporting News também o nomeou como jogador do ano nas Minor Leagues, depois de uma campanha de 15 vitórias e somente 4 derrotas com um ERA de 1.93.

## Carreira na Major League Baseball

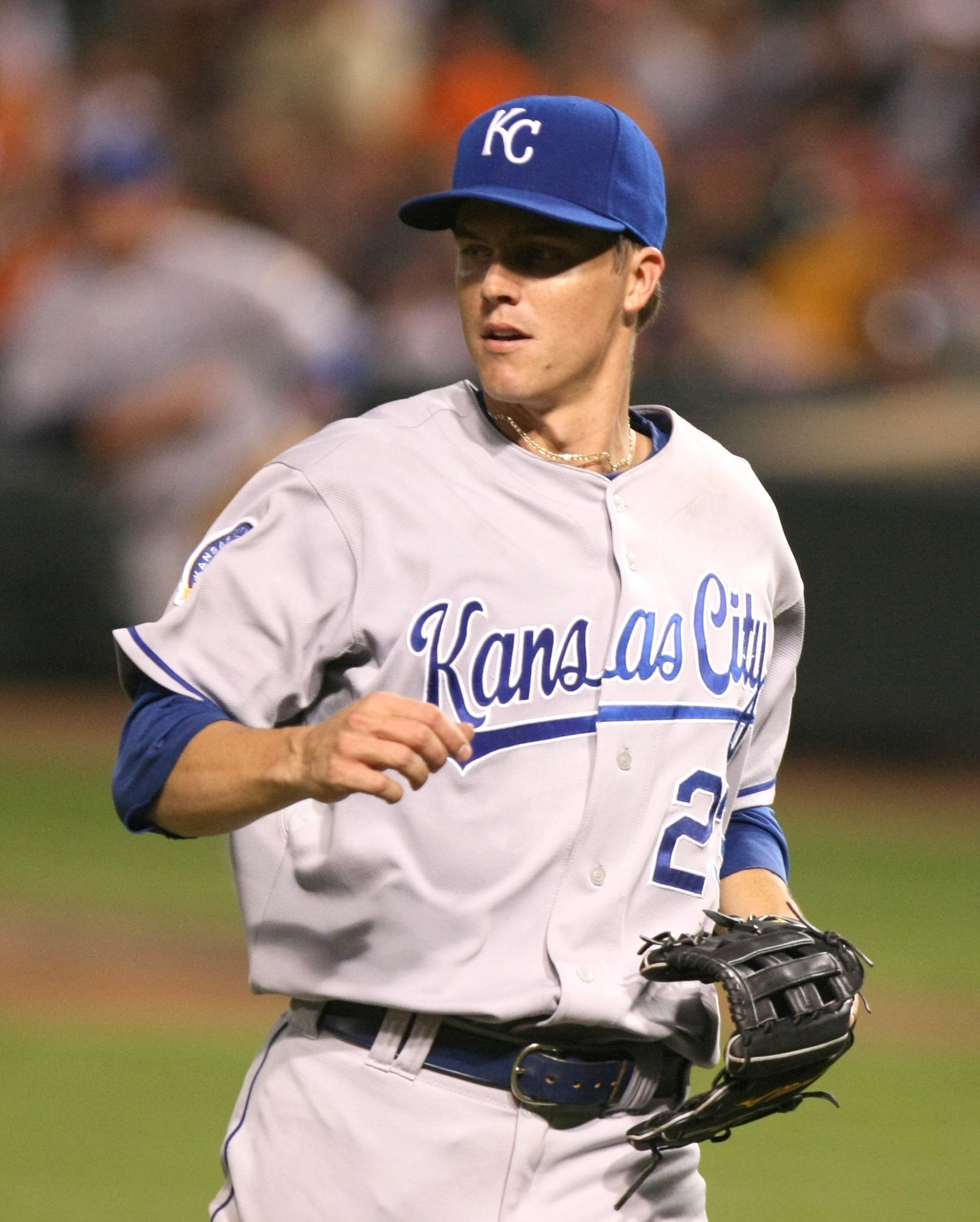
Greinke em 2009.

Greinke fez sua estréia na liga principal em 22 de maio de 2004 contra o Oakland Athletics. Já a primeira rebatida de Greinke foi um home run contra o pitcher Russ Ortiz do Arizona Diamondbacks na derrota por 12–11 em 10 de junho de 2005.
Greinke deixou os treinos de pré-temporada por razões pessoais em fevereiro de 2006. Mais tarde foi revelado que ele sofria de transtorno ansioso social e depressão. Ele retornou ao Royals ao fim do spring training em Surprise, Arizona, em 17 de abril, onde ele não teve bons anos. Ele foi então posto na disabled list por 60 dias devido a problemas psicológicos e se afastou do beisebol para se recuperar.
Em 2007, ele retornou a rotação titular do Royals para o começo da temporada ele acabou indo para o bullpen em maio.
Em 2008, Greinke retornou como titular e teve um bom ano. Seu ERA de 3.47 foi o melhor de um arremessador titular do Royals em 11 anos.
Em 26 de janeiro de 2009, Greinke assinou uma renovação de contrato com os Royals de 4 anos por US$38 milhões de dolares.

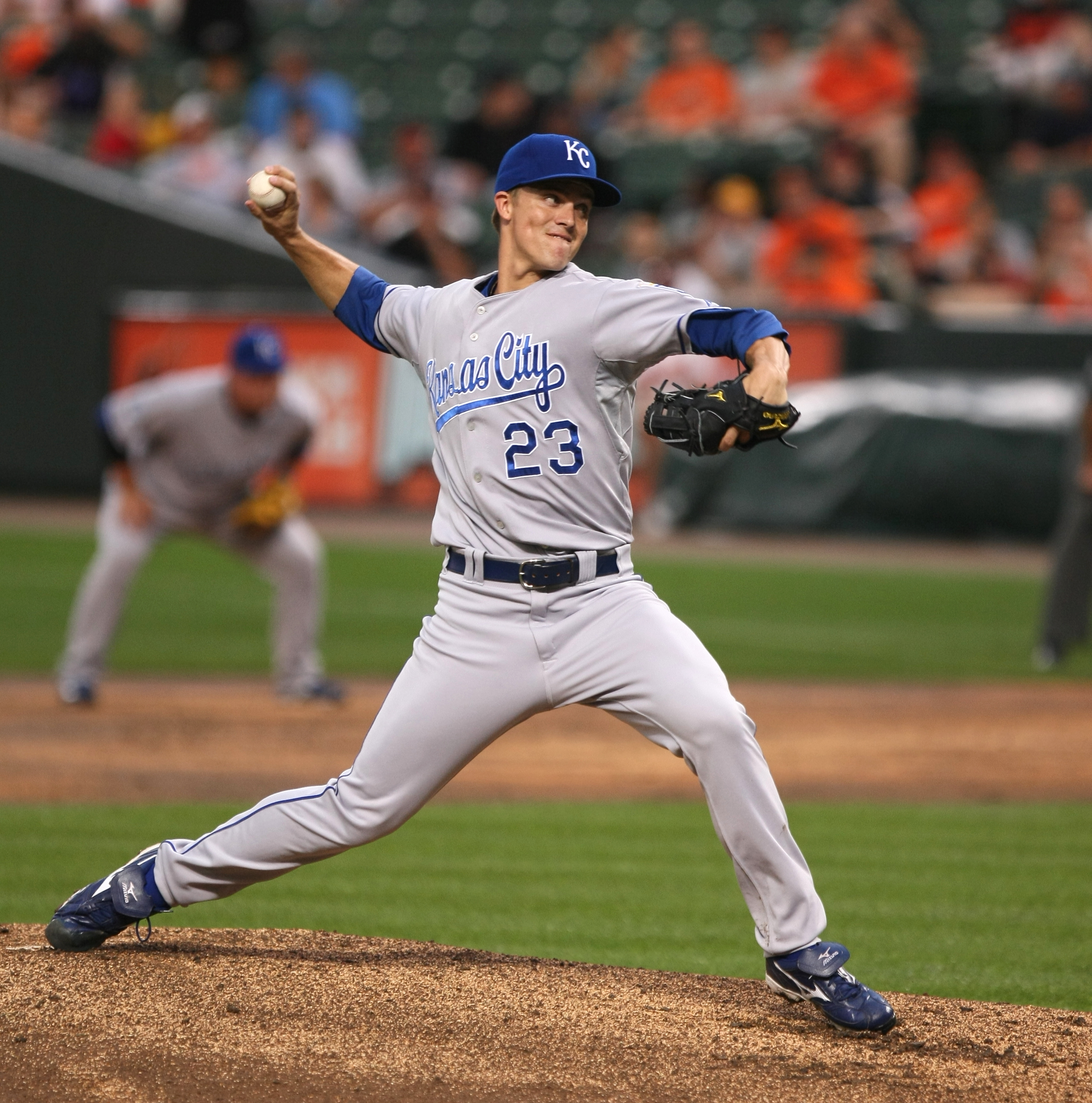
Zack Greinke arremassando pelos Royals em 29 de julho de 2009.

Greinke começou a temporada de 2009 sem permitir uma único corrida em 24 innings. Em 2008, Greinke havia terminado o ano com apenas 14 innings seem ceder uma corrida, o que foi para 38 innings seguidos se ceder uma corrida. Greinke foi eleito o Arremessador do Mês da liga americana em abril ao liderar a liga com 5 vitórias, um ERA de 0.50 e 44 strikeouts.
Em 25 de agosto, Greinke eliminou 15 rebatedores, quebrando o recorde de Mark Gubicza de strikeouts em um único jogo pelos Royals. Em 30 de agosto, Greinke teve um jogo completo contra o Seattle Mariners, cedendo apenas uma rebatida.
Seu desempenho na temporada de 2009 foi de 16-8 com um ERA de 2.16, o melhor da MLB. Em 21  de outubro, Greinke foi nomeado Arremessador do Ano pela The Sporting News. Em 28 de outubro, Greinke foi prêmiado pela MLBPA Players Choice AL Pitcher of the Year de novo.
Em 17 de novembro de 2009, Greinke venceu o Cy Young Award da liga americana. Greinke creditou sua performance a sua tecnica "métrica moderna de arremessar" melhorando sua performance a cada arremesso. Greinke mencionou a "FIP" (fielding independent pitching), desenvolvida pelo analista Tom Tango.
Em 27 de julho de 2012, o Milwaukee Brewers trocou Zack Greinke com o Los Angeles Angels em troca dos prospectos Jean Segura, Ariel Pena e John Hellweg. No fim desse mesmo ano, Greinke assinou um contrato de seis anos com o Los Angeles Dodgers (com possibilidade de encerramento no terceiro ano, a critério do jogador), garantindo a ele 147 milhões de dólares. O acordo, fechado em 10 de dezembro, foi o maior para um arremessador destro na história da liga.
Ao fim da temporada de 2015, optou pela rescisão do contrato com o time de Los Angeles e assinou com os Diamondbacks por seis anos, com US$ 206,5 milhões garantidos. O salário anual de US$ 34,417 milhões foi o maior da história da MLB (até 9 de dezembro de 2015). 

## Vida pessoal
Greinke é casado com a Miss Daytona Beach USA de 2008, Emily Kuchar. Greinke conheceu Kuchar na escola Apopka High School. Kuchar é uma ex-cheerleader do Dallas Cowboys.

## Números da carreira
- Vitórias–Derrotas: 225–156
- Earned run average: 3,49
- Strikeouts: 2 979

## Prêmios e honras
- 1× selecionado para o All-Star Game (2009)
- 2009 MLB ERA Champion
- 2009 AL TSN Pitcher of the Year
- 2009 AL Pitcher of the Year Award Players Choice Award
- 2009 AL Bullet Rogan Award
- 2009 AL Cy Young Award